# Weinviertler Klippenzone
Weinviertler Klippenzone este o arie protejată (arie specială de conservare — SAC, sit de importanță comunitară — SCI) din Austria întinsă pe o suprafață de 3.359,61 ha, integral pe uscat.

## Localizare
Centrul sitului Weinviertler Klippenzone este situat la coordonatele 48°34′20″N 16°23′10″E / 48.5722°N 16.3861°E.

## Înființare
Situl Weinviertler Klippenzone a fost declarat sit de importanță comunitară în septembrie 1998 pentru a proteja 5 specii de plante și 20 de specii de animale. Situl a fost protejat și ca arie specială de conservare în martie 2011.

## Biodiversitate
Situată în ecoregiunea continentală, aria protejată conține 16 habitate naturale: Stepe și mlaștini sărate panonice, Tufărișuri subcontinentale peripanonice, Formațiuni de Juniperus communis pe lande sau pajiști calcaroase, Pajiști carstice calcaroase sau bazofile, de Alysso-Sedion albi, Pajiști panonice carstice (Stipo-Festucetalia pallentis), Pajiști uscate seminaturale și facies de acoperire cu tufișuri pe substraturi calcaroase (Festuco-Brometalia) (* situri importante pentru orhidee), Pajiști stepice subpanonice, Pajiști stepice panonice pe loess, Liziere de ierburi înalte hidrofile de câmpie și de nivel montan până la alpin, Fânețe de joasă altitudine (Alopecurus pratensis, Sanguisorba officinalis), Peșteri inaccesibile publicului, Păduri de fag Asperulo-Fagetum, Păduri de stejar și carpen Galio-Carpinetum, Păduri aluvionare cu Alnus glutinosa și Fraxinus excelsior (Alno-Padion, Alnion incanae, Salicion albae), Păduri panonice cu Quercus petraea și Carpinus betulus, Păduri stepice euro-siberiene cu Quercus spp..
La baza desemnării sitului se află mai multe specii protejate:
- plante (5): Cirsium brachycephalum, târtan (Crambe tataria), papucul doamnei (Cypripedium calceolus), Himantoglossum adriaticum, sisinei (Pulsatilla grandis)
- amfibieni (2): buhai de baltă cu burta roșie (Bombina bombina), triton cu creastă dobrogean (Triturus dobrogicus)
- mamifere (7): liliac cârn (Barbastella barbastellus), dihor de stepă (Mustela eversmanii), liliac cu urechi mari (Myotis bechsteinii), liliac cărămiziu (Myotis emarginatus), liliac comun (Myotis myotis), liliacul mic cu potcoavă (Rhinolophus hipposideros), popândău (Spermophilus citellus)
- nevertebrate (11): croitorul mare al stejarului (Cerambyx cerdo), Coenagrion ornatum, fluturele de noapte (Eriogaster catax), fluturele flitirar (Euphydryas maturna), Euplagia quadripunctaria, Isophya costata, Leptidea morsei, rădașcă (Lucanus cervus), fluturele purpuriu (Lycaena dispar), Osmoderma eremita Complex, Vertigo angustior

Pe lângă speciile protejate, pe teritoriul sitului au mai fost identificate 20 de specii de plante, 4 specii de amfibieni, 14 specii de mamifere, 32 de specii de nevertebrate, 4 specii de reptile.